# Élections législatives allemandes de 1881
Les élections législatives allemandes de 1881 permettent d'élire pour la 5e fois les députés du Reichstag. Elles ont lieu le 27 octobre 1881. La participation atteint 56,3 % ce qui est largement en deçà de celle atteinte lors des précédentes élections. La campagne tourne avant tout autour de la politique fiscale et notamment autour de la question des tarifs douaniers.
Pour la première fois le parti du Zentrum qui représente les catholiques devient la première force du parlement. La plus grosse progression est à attribuer aux libéraux de gauche qui profitent de la déconfiture du parti national-libéral qui était après l'unité allemande le premier parti du pays. L'union libérale s'est entretemps formée à partir d'une scission du précédent parti.
Les conservateurs perdent également des voix, en particulier le parti conservateur libre partisan du chancelier impérial. Les élections sont donc une défaite pour Bismarck qui voit ses appuis traditionnels que sont les Junker, les grands industriels, le parti national-libéral et les conservateurs. Il doit donc gouverner avec une majorité mouvante.
Malgré les lois antisocialistes, ces derniers gagnent des mandats aux élections. La faiblesse des conservateurs et des nationaux-libéraux profitent également aux partis des minorités comme les Polonais et les Danois.

## Résultats
| Famille politique | Famille politique | Parti                    | Parti | Voix       | Voix   | Voix             | Sièges | Sièges | Sièges          |
| Famille politique | Famille politique | Parti                    | Parti | en million | en %   | comparées à 1878 | nb     | en %   | comparés à 1878 |
| ----------------- | ----------------- | ------------------------ | ----- | ---------- | ------ | ---------------- | ------ | ------ | --------------- |
| Conservateurs     | Conservateurs     | Conservateur             |       | 0,831      | 16,3 % | +3,5             | 50     | 12,6 % | −9              |
| Conservateurs     | Conservateurs     | Conservateur libre       |       | 0,379      | 7,4 %  | -6,1             | 28     | 7,1 %  | −29             |
| Libéraux          | Droit             | National-libéral         |       | 0,747      | 14,7 % | -10,5            | 47     | 11,8 % | −52             |
| Libéraux          | Modéré            | Union libérale           |       | 0,429      | 8,4 %  | +8,1             | 46     | 11,6 % | +46             |
| Libéraux          | Gauche            | Progressiste             |       | 0,649      | 12,7 % | +6,0 %           | 601)   | 15,1 % | +34             |
| Libéraux          | Gauche            | Populaire                |       | 0,103      | 2,0 %  | +0,9             | 9      | 2,3 %  | +6              |
| Catholiques       | Catholiques       | Zentrum                  |       | 1,183      | 23,2 % | +0,1             | 100    | 25,2 % | +6              |
| Socialistes       | Socialistes       | Sociaux-démocrates (SAP) |       | 0,312      | 6,1 %  | -1,5             | 121)   | 3,0 %  | +3              |
| Minorités         | Minorités         | Welf                     |       | 0,087      | 1,7 %  | -0,8             | 10     | 2,5 %  | ±0              |
| Minorités         | Minorités         | Polonais                 |       | 0,195      | 3,8 %  | +0,2             | 18     | 4,5 %  | +4              |
| Minorités         | Minorités         | Danois                   |       | 0,014      | 0,3 %  | ±0,0             | 2      | 0,5 %  | +1              |
| Minorités         | Minorités         | Alsace-Lorraine          |       | 0,153      | 3,0 %  | ±0,6             | 15     | 3,8 %  | ±0              |
|                   |                   | Divers                   |       | 0,015      | 0,3 %  | ±0,0             | -      | -      | −10             |
| Total             | Total             | Total                    | Total | 5,097      | 100 %  |                  | 397    | 100 %  |                 |

1)Le social-démocrate Wilhelm Liebknecht gagne aussi bien dans la circonscription d'Offenbach que dans celle de Mayence. Il accepte le mandat à Offenbach. Les secondes élections donnent vainqueur le candidat libéral Adolph Phillips contre le social-démocrate August Bebel. Dans les chiffres présentés ici, les résultats après cette seconde élection sont pris en compte.